# 吴家营站
吴家营站是一个位于中华人民共和国云南省昆明市呈贡区吴家营街道联大街与景明北路交叉口东北侧地下，属于昆明地铁4号线的地铁车站，2020年9月23日启用。

## 车站结构
本站为地下两层双跨岛式车站。
| 地面层          | 出入口                          | A－C出入口                             |
| 地下一层 站厅层 | 站厅                            | 票务服务、自动售票机、安检、进出站闸机 |
| 地下二层 站台层 |                                 | █ 4号线往金川路（联大街）              |
| 地下二层 站台层 | 岛式站台，左侧開门              |                                        |
| 地下二层 站台层 | █ 4号线往昆明南火车站（终点站） |                                        |

## 出入口
本站共设3个出入口。
|                       | 编号 | 地点                                                               | 建议前往的目的地 | 照片 |
| 出口 · A · 升降机标志 |      | 景明北路、联大街、云南师大呈贡校区                                 |                  |      |
| 出口 · B              |      | 联大街、清河路                                                     |                  |      |
| 出口 · C              |      | 景明北路、祥园街、云南衡水实验中学、吴家营乡中心小学、云南省广电局 |                  |      |
| 註： 設有             |      |                                                                    |                  |      |